# San Lucas Sacatepéquez
San Lucas Sacatepéquez – miasto w południowej części Gwatemali, w departamencie Sacatepéquez. Według danych statystycznych z 2002 roku liczba mieszkańców wynosiła 14 783 osób. 
San Lucas Sacatepéquez leży 16 km na północny zachód od stolicy departamentu – miasta Antigua Guatemala. Miasto zostało założone w XVI wieku przez hiszpańskich zdobywców. 
San Lucas Sacatepéquez leży na wysokości 2063 m n.p.m. przy drodze Panamerykańskiej, w górach Sierra Madre de Chiapas. 

## Gmina San Lucas Sacatepéquez
Miasto jest siedzibą władz gminy o tej samej nazwie, która jest jedną z szesnastu gmin w departamencie. W 2012 roku gmina liczyła 25 198 mieszkańców.
Gmina jak na warunki Gwatemali jest bardzo mała, a jej powierzchnia obejmuje zaledwie 24,5 km². Mieszkańcy gminy utrzymują się głównie z usług i turystyki oraz z rzemiosła artystycznego.